# Talpa
Talpa é um gênero mamífero da família Talpidae. Está distribuído principalmente na Europa e Ásia ocidental.

## Espécies
- Talpa altaica Nikolsky, 1883
- Talpa caeca Savi, 1822
- Talpa caucasica Satunin, 1908
- Talpa europaea Linnaeus, 1758
- Talpa davidiana Milne-Edwards, 1884
- Talpa levantis Thomas, 1906
- Talpa occidentalis Cabrera, 1907
- Talpa romana Thomas, 1902
- Talpa stankovici Martino e Martino, 1931